# Dichotomius rotundigena
Dichotomius rotundigena är en skalbaggsart som beskrevs av Felsche 1901. Dichotomius rotundigena ingår i släktet Dichotomius och familjen bladhorningar. Inga underarter finns listade i Catalogue of Life.